# Babinac (Ivanska)
Babinac is een plaats in de gemeente Ivanska in de Kroatische provincie Bjelovar-Bilogora. De plaats telt 157 inwoners (2001).